# Fonte eloísta
- J: Javista (século X ou IX)[1][2]
- E: Eloísta (século IX a.C.)[1]
- Dtr1: inicial (século VII a.C.) historiador deuteronomista
- Dtr2: tardio (século VI a.C.) historiador deuteronomista
- P*: Fonte sacerdotal  (século VI ou V)[3][2]
- D†: Deuteronomista
- R: Redator
- DH: História deuteronomista (livros de Josué, Juízes, Samuel, Reis)

Diagrama da hipótese documental do século XX.

De acordo com a hipótese documental, a fonte eloísta (ou simplesmente E) é um dos quatro documentos fonte subjacentes à Torá, junto com a fonte javista, a deuteronomista e a fonte sacerdotal. A eloísta é assim chamado por causa de seu uso generalizado da palavra Elohim para se referir ao deus israelita.
A fonte eloísta é caracterizada por, entre outras coisas, uma visão abstrata de Deus, usando Horebe em vez de Sinai para a montanha onde Moisés recebeu as leis de Israel e o uso da frase "temer a Deus". Habitualmente localiza histórias ancestrais no norte, especialmente Efraim, e a hipótese documental sustenta que deve ter sido composto naquela região, possivelmente na segunda metade do século IX a.C..
Por causa de sua natureza altamente fragmentária, a maioria dos estudiosos agora rejeita a existência da fonte Eloísta como um documento independente coerente. Em vez disso, o material E é visto como consistindo de vários fragmentos de narrativas anteriores que são incorporadas ao documento javista.

## Contexto
Estudiosos modernos concordam que fontes separadas e múltiplos autores fundamentam o Pentateuco, mas há muita discordância sobre como essas fontes foram usadas para escrever os primeiros cinco livros da Bíblia.  Esta hipótese documentária dominou grande parte do século XX, mas o consenso do século XX em torno desta hipótese foi quebrado. Aqueles que o defendem agora tendem a fazê-lo de uma forma altamente modificada, dando um papel muito maior aos redatores (editores), que agora são vistos como adicionando muito material próprio, em vez de simplesmente combinadores passivos de documentos. Entre aqueles que rejeitam a abordagem documental completamente, as revisões mais significativas foram combinar E com J como uma única fonte, e ver a fonte sacerdotal como uma série de revisões editoriais para aquele texto.
As alternativas à abordagem documental podem ser amplamente divididas entre teorias "fragmentárias" e "suplementares". Hipóteses fragmentárias, vistas notavelmente no trabalho de Rolf Rendtorff e Erhard Blum, veem o Pentateuco como havendo crescido através do acréscimo gradual de material em blocos cada vez maiores antes de serem unidos, primeiro por um escritor deuteronômico, e depois de um escritor sacerdotal (séc. VI/V), que também acrescentou seu próprio material.
A abordagem "suplementar" é exemplificada na obra de John Van Seters [en], que coloca a composição de J (que ele, ao contrário dos "fragmentistas", vê como um documento completo) no século VI como uma introdução à história deuteronomista (a história de Israel que retoma a série de livros de Josué a Reis). Os escritores sacerdotais mais tarde adicionaram seus suplementos a isso, e essas expansões continuaram até o final do 4º século a.C.. 

## Características, data e escopo
Na fonte E, o nome de Deus é sempre apresentado como " Elohim " ou "El" até a revelação do nome de Deus a Moisés, após o qual Deus é referido como יהוה, frequentemente representado em inglês como "YHWH".
Acredita-se que E tenha sido composto pela coleta de várias histórias e tradições sobre o Israel bíblico e suas tribos associadas (Dã, Naftali, Gade, Aser, Issacar, Zebulum, Epfaim, Manassés, Benjamim) e os levitas, e os entrelaçando em um único texto. Tem sido argumentado que reflete as opiniões dos refugiados do norte que vieram para Judá após a queda do Reino de Israel em 722 a.C.. 
E tem um fascínio particular pelas tradições relativas ao Reino de Israel e seus heróis como Josué e José. E favorece Israel em relação ao Reino de Judá (por exemplo, alegando que Siquém foi comprado em vez de massacrado) e fala negativamente de Aarão (por exemplo, a história do bezerro de ouro). Em particular, ele registra a importância de Efraim, a tribo da qual Jeroboão, o Rei de Israel, por acaso derivou.
Alguns textos de fontes independentes que se acredita terem sido incorporados ao texto incluem o Código do Pacto, um texto legal usado nos capítulos 21–23 do Livro do Êxodo .